# Erebia saphrana
Erebia saphrana är en fjärilsart som beskrevs av Hans Fruhstorfer 1918. Erebia saphrana ingår i släktet Erebia och familjen praktfjärilar. Inga underarter finns listade i Catalogue of Life.